# 王孝絪
王孝絪（？—？），清朝及中華民國政治人物。

## 生平
光緒三十四年（1908年），王孝絪獲游學畢業工科进士。后授翰林院庶吉士。中華民國成立後，1913年，他任外交部奉天安東交涉員，同年11月9日免職。1916年，他任锦县商埠局兼葫芦岛商埠局局长。1919年1月至8月，王孝絪任奉天省实业厅长。